# Pimelea sericeovillosa
Pimelea sericeovillosa är en tibastväxtart. Pimelea sericeovillosa ingår i släktet Pimelea och familjen tibastväxter.

## Underarter
Arten delas in i följande underarter:
- P. s. alta
- P. s. pulvinaris